# 清华大学主楼

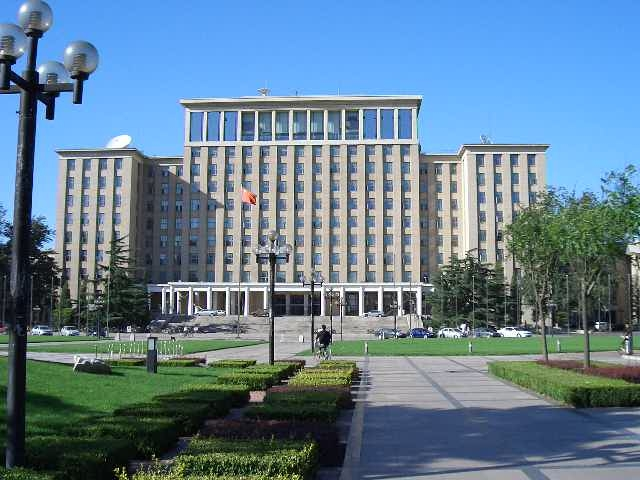
清华大学主楼，摄于2004年

清华大学主楼是清华大学的重要建筑，位于北京清华大学校园内，正对清华大学东门，由西主樓、东主樓和中央主樓三部分组成，其全名为东区主楼。

## 設計
西主樓、东主樓和中央主樓分别以四个「过街楼」联成一个整体，总建筑面积达76871平方公尺，清華多個專業的師生都曾參與過其設計。主楼反映1950年代的设计思潮，如早期设计方案中部塔楼呈浮屠状，主楼四角设重檐攒尖亭阁，东西配楼呈台墩状，上置庑殿式从重楼，下设拱门，后期方案则是模仿莫斯科大学主楼建筑的产物，系科教学实验楼采用当时盛行的周边式布置。

## 歷史

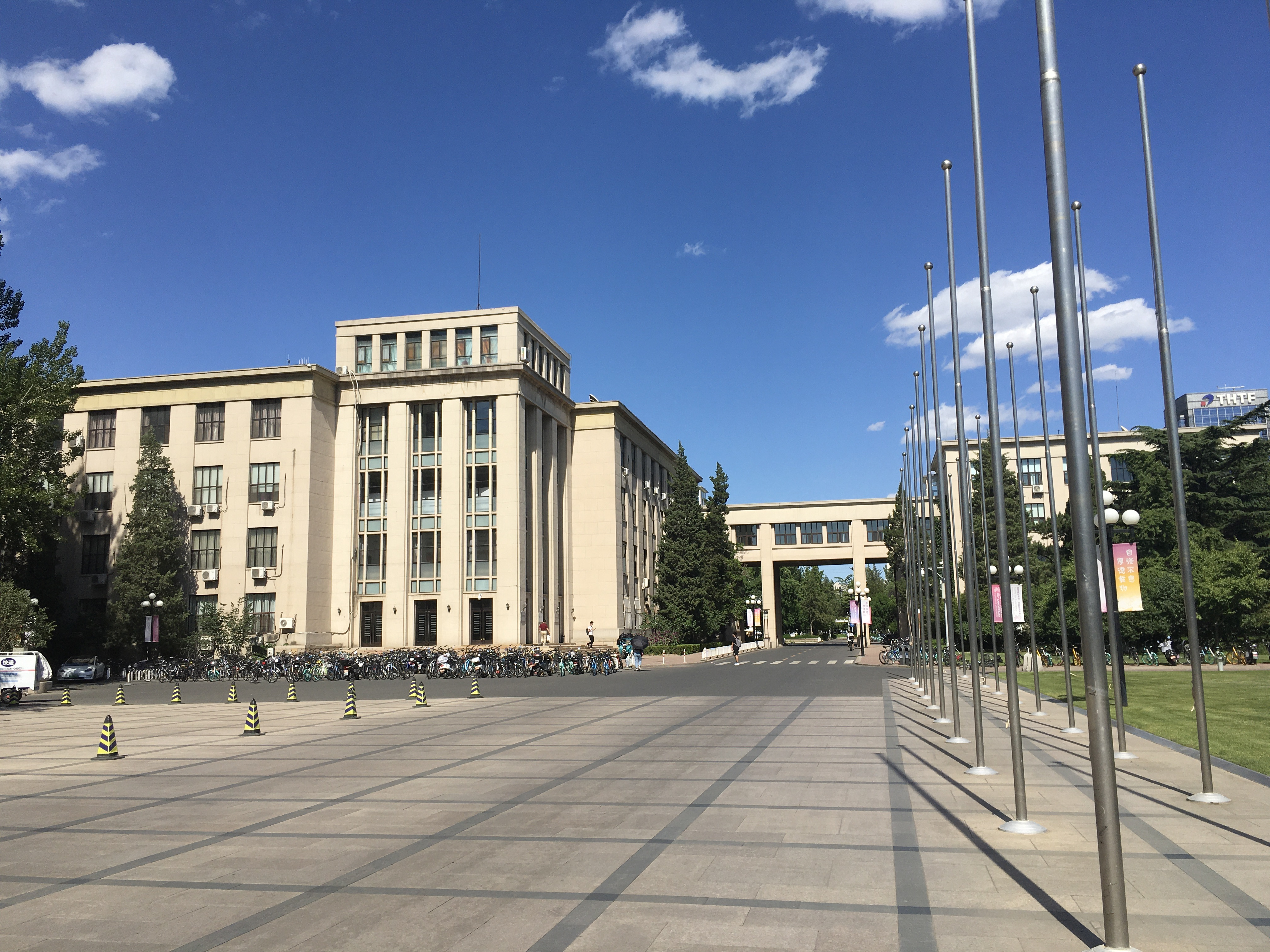
東主樓

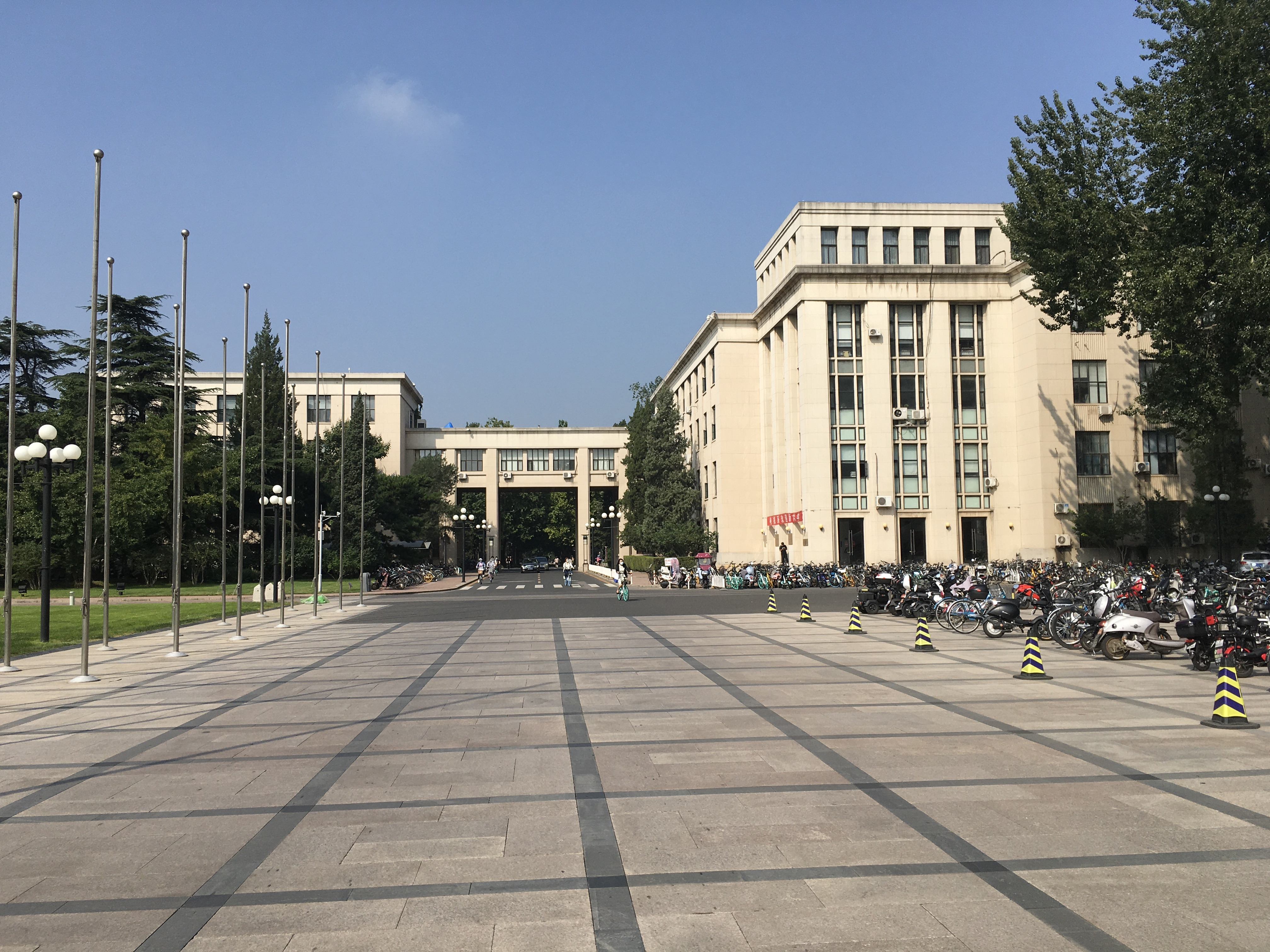
西主樓

主樓最早的設計方案為1954年版本，採用大屋頂的民族風格，將設計成類似故宮、天安門城樓的高層宮殿式建築，然而此方案花費高昂、技術也較困難，在當年批判復古主義的時代背景下，此方案遭到否決。
中央主樓于1959年设计，1960年开工建设，1965年竣工。由关肇邺等人设计。该建筑的造型仿照苏联莫斯科大学主楼造型，原设计为12层，中间部分14层，但因經濟困難修改設計為9層，中間部分10層。2001年主楼大修，又加高了2层，实现了12层的原设计。
西主樓在1956年動工，1957年時建築面積有21589平方公尺，並附設一個300座位的階梯讲堂；東主樓1957年動工，1958年完工，建築面積是21271平方公尺，並擁有一個400座位的階梯讲堂。東西主樓皆為混凝土框架结构，並且都由東西向和南北向的「L字形楼」組成，其中東西向的為4層，並與中央主樓相接。L字形樓轉角處有5層高的交通厅，形成角楼形式，4个角楼与中央主楼形成对称向心的格局。南北向的L字形楼也是4層樓，並透過跨清華路的過街樓與東西向L字形楼相连。
2007年，主樓被北京市文物局列為第一批北京优秀近现代建筑保护名录。